# Psihologija gomila
Psihologija gomila (fr. Psychologie des Foules) knjiga je koju je Gustave Le Bon objavio 1895.
U knjizi Le Bon tvrdi da postoji nekoliko karaktera psihologije gomile: "impulzivnost, razdražljivost, nepodobnost razmišljanja, manjak prosuđivanja i kritičnoga duha, pretjerivanje u osjećajima i razni drugi, ..." Le Bon tvrdi "da pojedinac, koji već neko vrijeme tone u burnoj gomili, dolazi doskora — zbog struja, koje iz nje naviru ili iz sasvim drugih uzroka, koje mi ne poznajemo — u neko posebno stanje, koje u mnogom naliči na neku opčinjenost, u kojoj se nalazi hipnotizirani, kad je u rukama hipnotizera."
Međutim, Le Bonovo djelo doživljava kritike, na primjer Stephen Reicher, profesor psihologije gomile, kaže: "postoji jasan rasizam, rasizam iz 19. stoljeća i ageizam, a drugdje postoji seksizam koji obitava u tom pogledu. Ukratko, to je pogled lude gomile, pogled koji vidite svaki put kad vidite kolektivne nerede u ponašanju, to je činjenica da ti ljudi ne protestiraju ni zbog čega, da nemaju nikakvih pritužbi, da nemaju razloga, da su 'ludi', pa nemamo što pitati o sebi i nejednakostima našeg društva, možemo samo ukazati na njih i reći da se radi samo o njima." Pored toga, novije istraživanje baca sumnju na zaključke mnogih djela, poput pretpostavljenog gubitka posredovanja, a knjige se fokusiraju na individualizam kao psihološku paradigmu.